# Родриго Алонсо Пиментель, 1-й герцог Бенавенте
Родриго Алонсо Пиментель (исп. Rodrigo Alonso Pimentel; ок. 1441 — 4 сентября 1499, Бенавенте) — испанский дворянин и солдат, участвовавшим в Гранадской войне, носивший титулы 4-го графа и 1-го герцога де Бенавенте.

## Биография
Старший сын Алонсо Пиментеля-и-Энрикеса, 3-го графа Бенавенте и 2-го графа Майорги (+ 1461), и его жены Марии де Киньонес-и-Португал, дочери Диего Фернандеса Виджила де Киньонеса, 1-го сеньора де Луна. В 1461 году после смерти своего отца он унаследовал титулы 4-го графа де Бенавенте и 3-го графа де Майорга.
Не отменяя графство Бенавенте, король Кастилии Энрике IV пожаловал Родриго Алонсо титул герцога Бенавенте 28 января 1473 года. Кроме того, он был богатым дворянином Кастилии, пожизненным командором города и епископства Оренсе, а также сеньором Вильялон, Бетансоса, Альяриса, Агиара, Сандианьес, Мильманда и Санде в Галисии. Он участвовал в Войне за кастильское наследство, а также в Гранадской войне.
В 1475 году он приобрел большой участок земли на Калле-де-ла-Пуэнте-де-Вальядолид для постройки своего графского дворца, внушительный вид которого вызывал страх у жителей города.
Он составил завещание в Бенавенте 28 августа 1499 года и умер через несколько дней, 4 сентября. Он был похоронен в монастыре Сан-Франциско-де-Вильялон-де-Кампос.

## Брак и потомство
В 1466 году он женился на Марии Пачеко-и-Портокарреро, дочери Хуана Пачеко, 1-го маркиза Вильена, и Марии Портокарреро Энрикес. Они были родителями:
- Луис Пиментель-и-Пачеко (ум. 24 сентября 1497), супруг Хуаны Осорио и Базан, 1-й маркизы Вильяфранка-дель-Бьерсо, который не унаследовал графство и герцогство Бенавенте, потому что умер, пока его отец был жив.
- Алонсо Пиментель-и-Пачеко (ум. 1530) сменил своего отца в 1499 году как 5-й граф и 2-й герцог Бенавенте, и 4-й граф Майорга.
- Беатрис Пиментель-и-Пачеко, вышла замуж в 1503 году за Гарсию Альвареса де Толедо-и-Суньига, 3-го маркиза Кориа (+ 1510), и старшего сына Фадрике Альвареса де Толедо, 2-го герцога Альба, который умер, пока его отец был жив, а титул унаследовал в доме Альбы его сын Фернандо Альварес де Толедо-и-Пиментель.
- Мария Пиментель-и-Пачеко, вышла замуж в 1492 году за Диего Уртадо де Мендоса де ла Вега-и-Луна, 3-го герцога Инфантадо.
- Инес Пиментель, жена Альфонсо Портокарреро, сеньора Терсиас де Торо.